# La Petite-Verrière
La Petite-Verrière ist eine französische Gemeinde mit 48 Einwohnern (Stand: 1. Januar 2022) im Département Saône-et-Loire in der Region Bourgogne-Franche-Comté (vor 2016 Burgund). Sie gehört zum Arrondissement Autun und zum Kanton Autun-1 (bis 2015 Kanton Lucenay-l’Évêque). 

## Geographie
La Petite-Verrière liegt etwa 15 Kilometer nordwestlich von Autun im Morvan-Massiv. Umgeben wird La Petite-Verrière von den Nachbargemeinden Cussy-en-Morvan im Norden, Sommant im Osten, La Celle-en-Morvan im Süden, Roussillon-en-Morvan im Westen und Südwesten sowie Anost im Westen und Nordwesten.

## Bevölkerungsentwicklung
| Jahr                      | 1962 | 1968 | 1975 | 1982 | 1990 | 1999 | 2006 | 2013 | 2019 |
| Einwohner                 | 82   | 75   | 75   | 67   | 64   | 65   | 55   | 52   | 51   |
| Quelle: Cassini und INSEE |      |      |      |      |      |      |      |      |      |

## Sehenswürdigkeiten

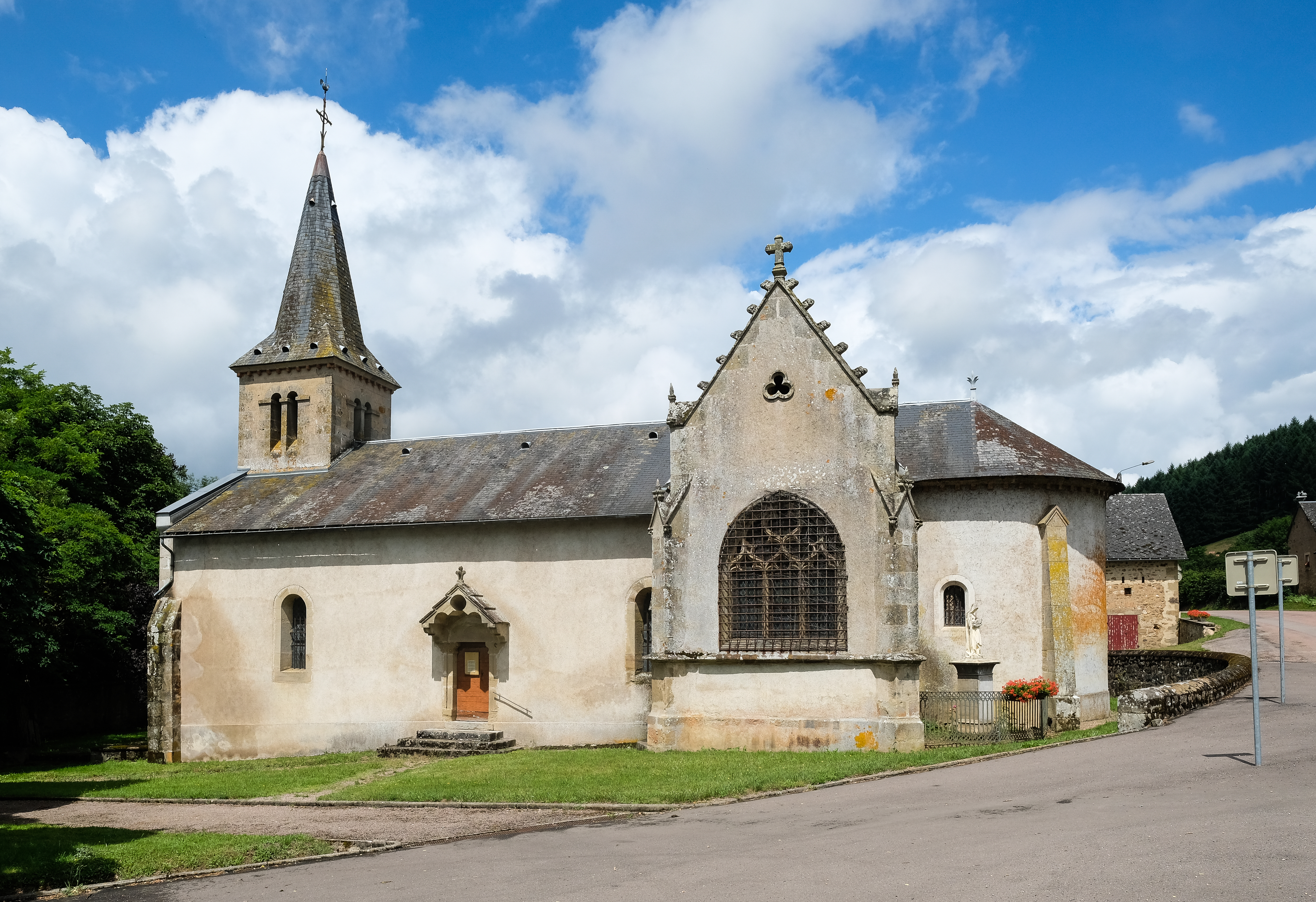
Kirche Notre-Dame-de-l'Assomption

- Kirche Notre-Dame-de-l'Assomption